# Sergio Molina
Sergio Molina Silva (Talca, 6 de diciembre de 1928) es un economista, académico, empresario, investigador y político democratacristiano chileno, estrecho colaborador de varias administraciones de centroizquierda de su país.
Fue titular de tres carteras de Estado, además de presidente del Banco Central de Chile. Es el único miembro del primer gabinete de Eduardo Frei Montalva que aún permanece con vida.

## Familia y estudios
Nació en Talca, el 6 de diciembre de 1928, siendo el mayor de cuatro hermanos del matrimonio compuesto por Sergio Molina Borgoño y Violeta Silva Barros, hija del exdiputado y exministro Matías Silva Sepúlveda y de Ana Barros Jarpa (hermana de Ernesto Barros Jarpa). Vivió en el campo hasta los doce años. En paralelo realizó sus estudios básicos en el Liceo Blanco Encalada de Talca y, posteriormente, a partir del segundo año de Humanidades, en el Colegio San Ignacio de Santiago. Entre sus profesores se contó el sacerdote Alberto Hurtado, luego santo. Casado con Paulina Barros Holman, tuvo tres hijas.
En 1946 ingresó a la Universidad de Chile a estudiar en la Escuela de Ciencias Económicas, egresando en 1950.[cita requerida]

## Trayectoria política

### Gobiernos de Ibáñez del Campo,  Alessandri y Frei Montalva
En 1949 —bajo la presidencia de Gabriel González Videla—, cuando aún era un estudiante, ingresó al Ministerio de Hacienda para integrar el primer núcleo de asesores de economía de la cartera que fue la base del Departamento de Estudios Financieros. El ministro de la cartera en ese entonces era el futuro presidente Jorge Alessandri. Entre 1954 y 1960 fue director de la Oficina de Presupuestos bajo la administración del presidente Carlos Ibáñez del Campo, y posteriormente al ser renombrada como Dirección de Presupuestos, asumió su titularidad durante el gobierno de Alessandri, hasta 1964.
Su cercanía a altos personeros democratacristianos —en un primer momento era independiente— le permitió ocupar, desde noviembre de 1964 hasta marzo de 1968, la titularidad del Ministerio de Hacienda y, hasta 1967, la presidencia del Banco Central, durante la administración del presidente Frei Montalva. Entre 1968 y 1970 fue vicepresidente ejecutivo de la estatal Corporación de Fomento de la Producción (Corfo).[cita requerida]
Fue gobernador del Banco Interamericano de Desarrollo (1964-1967). Entre 1962 y 1964 fue decano de la Facultad de Economía de la Universidad de Chile.
No colaboró durante el gobierno de Salvador Allende (1970-1973), y luego del golpe de Estado del 11 de septiembre de 1973 liderado por el general Augusto Pinochet, partió al exilio.

### Rol en la Concertación
Desde 1985 hasta 1987 fue coordinador del Acuerdo Nacional para la Transición a la Plena Democracia, bajo el alero del cardenal Juan Francisco Fresno, junto a José Zabala y Fernando Léniz.
Entre el 11 de marzo de 1990 y el 19 de julio del mismo año fue ministro director de la Oficina de Planificación Nacional (Odeplan) y entre esa fecha y el 11 de marzo de 1994 ministro de Planificación y Cooperación del presidente de la República Patricio Aylwin.
El 20 de septiembre de 1994 fue nombrado ministro de Educación por el presidente entrante Eduardo Frei Ruiz-Tagle. Fue cabeza de esa cartera hasta el 28 de septiembre de 1996.

### Actividades posteriores
Durante la primera administración de la presidenta Michelle Bachelet (2006-2010) colaboró por encargo de ella en la Comisión de Trabajo y Equidad en compañía de varios otros expertos ajenos al gobierno.
Participó en numerosas sociedades privadas, destacándose su ejercicio como vicepresidente del Banco del Desarrollo, entidad financiera en manos después de Scotiabank Sud Americano, filial chilena del canadiense Scotiabank.